# Antar Osmani
Antar Osmani (en árabe: عنتر عصماني‎; Sétif, Argelia, 22 de febrero de 1960) es un exfutbolista y entrenador de fútbol de Argelia que jugaba en la posición de guardameta.

## Carrera

### Club
| Periodo   | Club          |
| --------- | ------------- |
| 1978-1986 | ES Sétif      |
| 1986      | USM Bel-Abbès |
| 1986-1993 | ES Sétif      |
| 1993-1994 | Nadi Sétif    |
| 1994-1996 | ES Sétif      |
| 1996-1997 | WA Boufarik   |

### Selección nacional
A nivel de selecciones menores jugó en siete ocasiones con la selección sub-20 y ganó el Campeonato Juvenil Africano de 1979. Jugó con Argelia en 20 ocasiones de 1989 a 1992, ganó la Copa Africana de Naciones 1990 además de ser nombrado dentro del equipo ideal del torneo y ganó la Copa de Naciones Afroasiáticas en 1991.

### Entrenador
| Periodo   | Club         |
| --------- | ------------ |
| 1997      | WA Boufarik  |
| 1997-1998 | Khaleej Club |

## Logros

### Club
- Algerian Championnat National: 1986–87
- Copa Africana de Clubes Campeones: 1988
- Afro-Asian Club Championship: 1989
- Algerian Cup: 1989

### Selección nacional
- African Youth Championship: 1979
- Africa Cup of Nations: 1990
- Afro-Asian Cup of Nations: 1991

### Individual
- Equipo Ideal de la Copa Africana de Naciones 1990.[2]